# Соляний промисел Поліньї
Соляний промисел Поліньї — колишній гірничодобувний майданчик на сході Франції, що здійснював видобуток хлориду натрію.
В 1892 та 1893 роках поблизу Поліньї спорудили розвідувальні свердловини Terville 1 та Terville 2, які досягнули покрівлі соляної формації, що в місці їх спорудження знаходилась на глибині 124—134 метри. За пару років отримали гірничу ліцензію на видобуток, яким опікувалась створена в 1894-му Compagnie des Mines de sel de Poligny (CMS). Майже чотири десятки років — до 1932-го — вона вела розробку з використанням лише цих двох свердловин, а накопичений видобуток досягнув 150 тисяч тонн.
У 1925-му CMS викупила потужна бельгійська хімічна компанія Solvay, що планувала створення нового хімічного майданчика на сході Франції. Цей завод став до лад у 1930 році в Таво і використовував технологію електролізу хлориду натрію. Сировину для нього постачали по розсолопроводу з копальні Поліньї, яка була принципово підсилена. Тепер у розробку залучили весь соляний пласт, що залягав в середньому на глибині 160 метрів та мав товщину від 40 до 80 метрів. Кількість свердловин першої черги сягнула 45, з яких 40 відносились до нагнітальних та 5 призначались для відбору розсолу.
У 1960-х — 1990-х роках на тлі розвитку майданчику в Таво на промислі Поліньї ввели в дію ще три черги. При цьому з 1977-го сюди по розсолопроводу Етре — Поліньї почав надходити розсіл, отриманий під час спорудження каверн підземного сховища природного газу Етре. Він мав недостатню солоність (270 г/літр), тому перед подальшою відправленням до Таво прокачувався через поклади родовища Поліньї та вбирав додатковий хлорид натрію. В середньому на цьому етапі 75 % потреб Таво покривали постачання з Етре, тоді як на сіль з Поліньї припадала лише чверть. Втім, у 1995—1998 роках постачання з Етре були тимчасово припинені і в Поліньї знову закачували прісну воду.
У 2011-му промисел остаточно зупинили через вичерпання запасів (а забезпечення майданчика в Таво перебрали на себе промисли Етре та Марбо). Всього за час експлуатації в Поліньї вилучили 32 млн тонн солі, для чого пробурили 246 свердловин.